# Herrera FC
Der Herrera Fútbol Club ist ein panamaischer Fußballklub mit Sitz in der Provinz Herrera.

## Geschichte
Der Klub wurde ursprünglich am 5. Juli 2016 als Azuero FC gegründet. Im Jahr 2019 erfolgte eine Umbenennung in Herrera FC, was als Gründungsjahr im Logo des Vereins enthalten ist. Im Jahr 2020 gelang der Mannschaft der Aufstieg in die erste Liga. Die erste Saison schloss der Klub mit 25 Punkten auf dem vierten Platz der Conferencia Oeste ab.